# Sebastian Näslund
Sebastian Näslund, född  1967, är mest känd för sina ensamseglingar i båten Arrandir. Han har korsat Atlanten sex gånger, varav två på en egenhändigt konstruerad och byggd 4 meter lång segelbåt som bär namnet S/Y Arrandir, uppkallad efter figuren Aerandir sjöfararen i Tolkiens saga Silmarillion. I boken "Ensam med havet" kan man läsa om detta introspektiska äventyr med båten Arrandir. Dessutom gjordes en dokumentär om tillbakavägen från Amerika till Europa. Dokumentären fick namnet "Nu tillhör jag havet" och har vid flera tillfällen visats på SVT och haft över 1 miljon tittare.
Näslund är dessutom flerfaldig svensk rekordhållare i fridykning och har representerat Sverige i flera VM där han bland annat tagit en 5:e och en 10:e plats i kategorin CNF (bröstsim ner och upp).
Han arbetar bland annat som skribent och filmare (ofta under vattnet), och driver organisationen Fridykning.se, som stött och tränat bland annat Annelie Pompe.